# 塞西·米克洛什
塞西·米克洛什 （匈牙利語：Miklós Szécsi，約1320年—1387年6月或7月）是一位來自塞奇家族的匈牙利贵族。他的妻子是德布勒森的玛格丽特，他们有四个孩子。 1345年，当捷克人围攻克拉科夫时，他被拉約什一世派往波兰。